# Кристофър Екълстън
Кристофър Екълстън е (на английски: Christopher Eccleston) е английски театрален и филмов актьор, носител на награда „Еми“, номиниран е за две награди „Сателит“ и три награди на БАФТА. Известен е с ролите си в престижни филми като „Плитък гроб“ и „28 дни по-късно“. През 2005 година играе ролята на Деветия Доктор в сериала на BBC „Доктор Кой“, където става известен с фразата си „Фантастично!“ (на английски: Fantastic!). Екълстън също изиграва ролята на невидимия човек Клод във фантастическия сериал „Герои“.

## Произход и образование
Кристофър се ражда на 16 февруари 1964 годин в град Солфорд, графство Голям Манчестър в Северна Англия в семейство на работници и е най-малкият от тримата братя. Учил е в Солфордския технически колеж. От малък е мечтал да играе във футболния клуб Манчестър Юнайтед. Въпреки това, той разбира, че има призвание в актьорското майсторство и като актьор ще е по-добър, октолкото като футболист. Учил е в Централната школа за драма и рецитиране в Лондон. Участвал е в класически пиеси на Шекспир, Молиер, Чехов.

## Личен живот
Кристофър е много потаен относно личния си живот и не се знае много за него. Въпреки че майката на Екълстън е религиозна жена, той самият е атеист. Голям фен е на Манчестър Юнайтед, ежегодно участва в маратонни надбягвания, занимава се с благотворителност (Mencap и British Red Cross). Кристофър Екълстън не е женен, но дълго време поддържал връзка с актрисата Сиуън Морис.

## Кариера

### 1991 – 2005
Първият филм с Кристофър Екълстън излиза през 1991 – „Остави го да си получи заслуженото“. Този герой, Дерек Бентли, е епилептик и психопат, самият филм е базиран на истинска история. Участва също и в телевизионния сериал „Крекер“ (1993 – 1994). Играе и във филма „Плитък гроб“. Получава номинация за Телевизионна награда на БАФТА за ролята си в „Нашите северни приятели“. Други по-значителни филми са „Цената на рубините“ и „Невидимият цирк“.